# Guerra de Suabia
La Guerra de Suabia de 1499 (Schwabenkrieg, Schweizerkrieg o "Guerra Suiza" en Alemania, y Engadiner Krieg, "Guerra de Engadina") fue el último gran conflicto militar entre la Antigua Confederación Suiza y la Casa de Habsburgo. Lo que empezó como un conflicto local por el control del Val Müstair y el Paso de Umbrail en los Grisones, pronto se extendió al llamar ambas partes a sus aliados: los Habsburgo pidieron el apoyo de la Liga Suaba y la Confederación el de las Tres Ligas de los Grisones. Las hostilidades se extendieron rápidamente desde los Grisones a través del valle del Rin hasta el lago de Constanza e incluso hasta el Sundgau, en el sur de Alsacia, la parte más occidental de las posesiones de los Habsburgo.
Se libraron muchas batallas entre enero y julio de 1499 y en todas, excepto en algunas escaramuzas menores, los experimentados soldados suizos derrotaron a los ejércitos suabo y de Habsburgo. Tras sus victorias en la Guerra de Borgoña, los suizos disponían de tropas y oficiales curtidos en combate. En el bando suabo, la desconfianza entre los caballeros y su infantería, los desacuerdos entre los mandos militares y la reticencia general a luchar en una nueva guerra, que incluso los condes suabos consideraban que hacía más por defender los intereses de los Habsburgo que los del Sacro Imperio Romano Germánico demostraron ser dificultades insalvables. Cuando su jefe, el conde Enrique de Fürstenberg, cayó en la batalla de Dornach, donde los suizos consiguieron una victoria decisiva, el rey Maximiliano I de Habsburgo no tuvo más elección que acordar la paz firmando, en Basilea, un tratado a tal efecto, el 22 de septiembre de 1499. El tratado garantizaba a la Confederación una mayor independencia del imperio. Aunque la Confederación suiza oficialmente siguió siendo parte del Imperio hasta el Tratado de Westfalia de 1648, la Paz de Basilea la dejaba exenta de la jurisdicción y los impuestos imperiales, reconociéndola de facto como una entidad políticamente independiente.

## Trasfondo
Una de las fuentes del conflicto fue la desconfianza ancestral, la rivalidad y la hostilidad entre la Antigua Confederación Suiza y la Casa de Habsburgo, que había llegado al trono del Sacro Imperio Romano Germánico en 1438. A partir de finales del siglo XIII, los miembros de la Antigua Confederación Suiza se habían ido apoderando progresivamente de territorios que anteriormente pertenecían al dominio de los Habsburgo. Los suizos habían obtenido el estatus de Reichsfreiheit, responsables solo ante el emperador, sin señores feudales o príncipes intermedios. Su estatus les garantizaba una gran autonomía en el Sacro Imperio. Antes de 1438, el Imperio y el emperador habían sido la contrapartida a los Habsburgo para los suizos, pues les habían apoyado en sus luchas contra esta Casa, que veían como un rival. Habían confirmado la Reichsfreiheit de los suizos en muchas ocasiones, y los suizos habían tenido éxito defendiendo su estatus privilegiado ante los duques de Habsburgo, que trataron repetidamente de recuperar sus antiguas posesiones.

### Los Habsburgo en el Sacro Imperio Romano Germánico delsigloXV

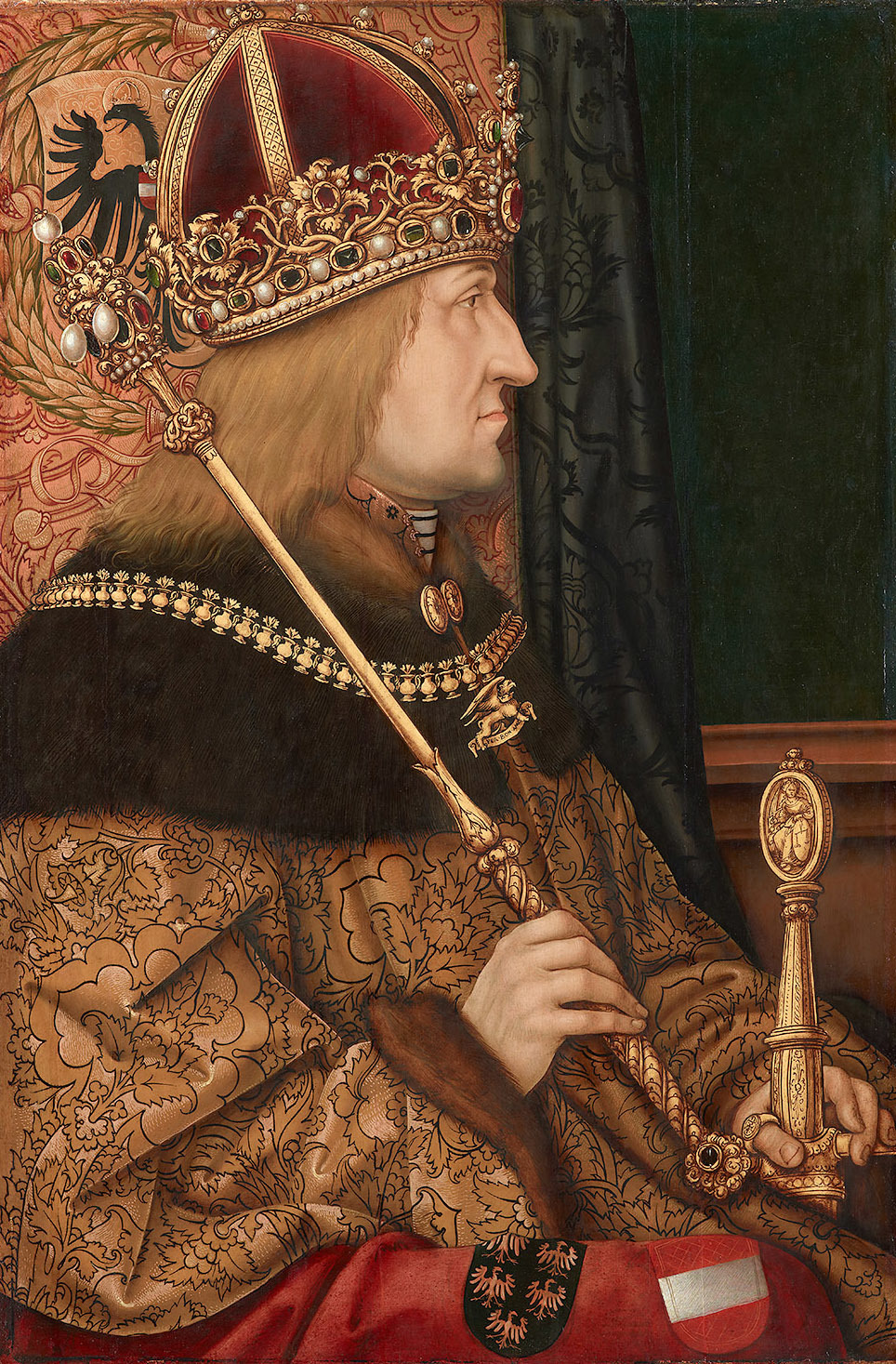
Emperador Federico III

Cuando Federico III de Habsburgo llegó al trono imperial, los suizos se enfrentaron súbitamente a una situación nueva, en la que ya no podían contar con el apoyo del Imperio. Y aún peor, sus conflictos con los Habsburgo amenazaban con pasar a ser conflictos con el Imperio. Bajo el reinado de Federico III, esto no sucedió aún. Federico se había alineado en 1442 contra la Confederación en la Antigua Guerra de Zúrich, en la que había apoyado a la ciudad de Zúrich, y también rehusó reconfirmar la Reichsfreiheit de los miembros de la Confederación. Pero el turbulento reino que gobernaba Federico no le permitió emprender operaciones militares contra los suizos. En Austria, Federico se enfrentaba a un conflicto con su hermano Alberto IV de Habsburgo y a la presión de Matías Corvino, que lo expulsó de Viena y forzó a su corte a no tener sede fija.
En el Imperio, Federico se enfrentó a la oposición de la dinastía Wittelsbach de Baviera y a su primo Segismundo de Austria, duque del Tirol, Vorarlberg y Austria Anterior. Segismundo también había entrado en conflicto con la Confederación Suiza. Cuando fue expulsado por el Papa Pío II durante un conflicto sobre el nombramiento de un obispo de Tirol, los suizos se anexaron los territorios de Turgovia, anteriormente de los Habsburgo, y en 1468 se enfrentó a los suizos en la Guerra de Waldshut, en la que salió derrotado y evitó pérdidas territoriales importantes pagando un cuantioso rescate, que financió empeñando territorios en Sundgau y Alsacia a Carlos el Temerario, duque de Borgoña, en 1469. Sin embargo, Carlos no ayudó a Segismundo contra los suizos, así que este último volvió a comprar los territorios en 1474 y firmó una paz con la Confederación, la Ewige Richtung que, sin embargo, el emperador nunca reconoció. En la Guerra de Borgoña los suizos y Segismundo lucharon contra Carlos el Temerario.
En 1487 Segismundo casó a la hermana de Federico, Cunegunda de Habsburgo, con el dugue Alberto IV de Baviera, contra los deseos de su padre, y cedió algunos de sus territorios en Tirol y Austria Anterior a Alberto IV. Federico intervino por la fuerza: fundó la Liga Suaba en 1488, una alianza de ciudades suabas, los caballeros suabos de la Liga del Escudo de San Jorge y los condes de Wurtemberg, el Tirol y Vorarlberg. Con su ayuda forzó a la casa de Wittelsbach a volver a los territorios cedidos por Segismundo.
En 1490, Segismundo fue obligado a abdicar y a devolver todos sus territorios al hijo de Federico, Maximiliano I de Habsburgo. Maximiliano se había casado con María de Borgoña en 1477 tras la muerte de Carlos el Temerario en la Guerra de Borgoña, heredando así los territorios de Borgoña: el Ducado de Borgoña, el Condado de Borgoña y los Países Bajos de Borgoña. Introdujo en estos territorios cambios políticos descentralizadores que causaron en 1482 una rebelión de las ciudades y condes, aliados con Carlos VIII de Francia contra Maximiliano El Ducado de Borgoña era también un feudo de Francia y fue reclamado inmediatamente por Carlos VIII. La primera fase de este conflicto duraría hasta 1489, lo que mantuvo a Maximiliano ocupado en los Países Bajos. Llegaría incluso a caer en manos de sus enemigos y permanecer como prisionero en Brujas en 1488. Fue liberado cuando su padre envió un ejército mandado por el duque Alberto de Sajonia en su rescate. Maximiliano volvió entonces a Alemania, dejando a su primo Alberto como representante. Alberto conseguiría en los años siguientes asegurar la hegemonía de los Habsburgo en los Países Bajos.
Maximiliano I fue elegido Rey de Romanos en 1486 por deseo de su padre, y gobernarían conjuntamente desde entonces. Tras la muerte de Federico en 1493, Maximiliano tomó posesión de los territorios de su padre, unificando el territorio de los Habsburgo bajo su poder. En el mismo año, la Paz de Senlis marcó también el final de sus guerras contra los franceses acerca de las posesiones en Borgoña. Mantuvo los territorios en los Países Bajos, así como el Condado de Borgoña, pero tuvo que ceder el Ducado de Borgoña al rey francés. Por lo tanto, los territorios que gobernaba Maximiliano casi rodeaban a la Antigua Confederación Suiza: el Tirol y Vorarlberg al este, Austria Anterior al norte y el Condado de Borgoña al oeste.

### Suabia y Suiza
Cuando el emperador Federico pidió a la Confederación que se uniera también a la Liga Suaba, ésta rehusó: no veían ninguna razón en unirse a una alianza diseñada para defender los intereses de los Habsburgo, y eran muy cautelosos con la relativamente poderosa alianza que había florecido en su frontera norte. Además, no estaban satisfechos con el carácter fuertemente aristocrático de la Liga Suaba, tan diferente de su propia organización, que había crecido gracias a la liberación del dominio aristocrático.
Por el lado suabo existían preocupaciones similares. Para la gente común de Suabia, la independencia y libertad que disfrutaba la Confederación Suiza era un modelo poderosamente atractivo. Muchos barones del sur de Suabia temían que sus siervos se alzaran en una revolución y buscaran el apoyo de la Confederación Suiza. Estos temores no eran totalmente infundados: los suizos habían empezado a formar alianzas al norte del río Rin, firmando un primer tratado con Schaffhausen en 1454 y más tarde tratados con ciudades más lejanas como Rottweil (1463) o Mulhouse (1466).
La ciudad de Constanza y su obispo se vieron en medio de ambos bloques: tenían posesiones en Suabia, pero la ciudad todavía ejercía la alta justicia sobre Turgovia, donde los suizos habían asumido la baja justicia desde la anexión en 1460. La fundación de la Liga Suaba propició que las ciudades-estado de Zúrich y Berna aceptaran a Constanza en la Confederación Suiza. Sin embargo, las negociaciones fallaron debido a la oposición de los cantones fundadores de la Confederación y de Uri en particular. Las diferencias de jurisdicción sobre Turgovia eran la causa de muchas disputas entre la ciudad y la Confederación. En 1495 tales desacuerdos fueron contestados por una "expedición punitiva" de soldados de Uri, y la ciudad tuvo que pagar 3000 florines para que se retirasen y cesaran su saqueo (Turgovia era una bailía de la Confederación Suiza, y Uri era uno de los cantones involucrados en su administración). Finalmente, Constanza se unió a la Liga Suaba como miembro pleno el 3 de noviembre de 1488. Aunque esto no definió totalmente la posición de la ciudad durante la Reforma, será nuevamente aliada de Zúrich y Berna, y solo tras la derrota de la Liga de Esmalcalda en 1548 se reafirmarán sus conexiones con la Confederación, lo que será otro factor que incrementará la tensión entre suizos y suabos.